# (Z)-stilben
(Z)-stilbenul, cis-stilbenul, sau izostilbenul este o hidrocarbură formată dintr-o catenă de cis-etenă substituită la fiecare capăt cu două grupări fenil. Denumirea de stilben derivă din cuvântul grecesc stilbos, care înseamnă „strălucitor”.

## Proprietăți

### Proprietăți fizice și izomerie
Cis-stilbenul este unul dintre cei doi izomeri ai difeniletenei, celălalt fiind (E)-stilbenul, sau trans-stilbenul. (Z)-stilbenul are un punct de topire de 5–6 °C, în timp ce (E)-stilbenul se topește la aproximativ 124 °C.  Și celelalte proprietăți fizice ale celor doi compuși ne arată cât de diferiți sunt aceștia. 

## Obținere
Cis-stilbenul se obține prin hidrogenarea catalitică parțială a difenilacetilenei. 